# 张义民 (机械工程专家)
张义民（1958年9月—），男，吉林长春人，中国机械专家，东北大学机械工程与自动化学院院长，研究方向为机械动态设计等，中国教育部第6批“长江学者”特聘教授。

## 学术兼职
中国振动工程学会理事会理事，中国机械工程学会高级会员，中国振动利用工程专业委员会委员，模态分析与试验专业委员会委员等。